# دلس (اورگن)
دلس (به انگلیسی: The Dalles) شهری در شهرستان وسکو ایالت اورگن است و در سرشماری سال ۲۰۱۱ میلادی، ۱۳٬۶۲۰ نفر جمعیت داشته که نسبت به سال ۲۰۱۰، ۳٫۰۷ درصد رشد جمعیت داشته‌است.

## موقعیت جغرافیایی
موقعیت جغرافیایی شهرها و مناطق اطراف به شرح زیر است: